# Operation Praying Mantis
Irakische Invasion (1980)

Entegham – Kaman 99 – Chorramschahr – Sultan 10 – Scorch Sword – Abadan – Kafka – Ashkan – Morwarid – Dezful
Pattsituation (1981)

Tavakol – Susangerd – H-3
Iranische Offensiven zur Befreiung iranischen Territoriums (1981–82)

Samen-ol-A'emeh – Tariq al-Qods – Fath ol-Mobin – Beit ol-Moqaddas – Rückeroberung Chorramschahrs
Iranische Offensiven im Irak (1982–84)

Ramadan/1. Basra – Moslem Ibn Aqil – Muharram ol-Harram – Morgenröte 1 – Morgenröte 2 – Morgenröte 3 – Morgenröte 4 – Morgenröte 5/2. Basra – Kheibar/3. Basra – Kurdenaufstand – Morgenröte 6 – Morgenröte 7 – Hawizeh-Marschland
Iranische Offensiven im Irak (1985–87)

Badr/4. Basra – Morgenröte 8 – 1. al-Faw – Morgenröte 9 – Karbala 1 – Karbala 2 – Karbala 3 – Fath 1 – Karbala 4/5. Basra – Karbala 5/6. Basra – Karbala 6 – Karbala 7 – Karbala 8/7. Basra – Karbala 9 – Karbala10 – Nasr 4
Letztes Kriegsjahr (1988)

Beit ol-Moqaddas 2 – Anfal – Halabdscha – Zafar 7 – Tawakalna ala Allah – 2. al-Faw – Shining Sun – 40 Sterne – Mersad
Tankerkrieg

Earnest Will – Prime Chance – Eager Glacier – Nimble Archer – Praying Mantis
Internationale Vorfälle

Stark – Iran-Air-Flug 655
Operation Praying Mantis (deutsch: Operation Gottesanbeterin) war der Deckname der Streitkräfte der Vereinigten Staaten für ein Seegefecht, das am 18. April 1988 zwischen den amerikanischen Streitkräften und denen der Islamischen Republik Iran im Persischen Golf ausgetragen wurde. Anlass der Kampfhandlungen war die Beschädigung der US-Fregatte Samuel B. Roberts am 14. April 1988 durch eine Seemine, für welche die USA Iran verantwortlich machten. Die US-Streitkräfte versenkten dabei fünf iranische Schiffe und zerstörten zwei Ölbohrplattformen, die Iran als Kommandozentralen im sogenannten Tankerkrieg während des noch andauernden Ersten Golfkrieges dienten. Die iranische Niederlage beschleunigte dessen Beendigung durch einen Waffenstillstand. Es war die größte Operation der US-Marine seit dem Ende des Koreakrieges.

## Geschichte

### Vorspiel und Planung

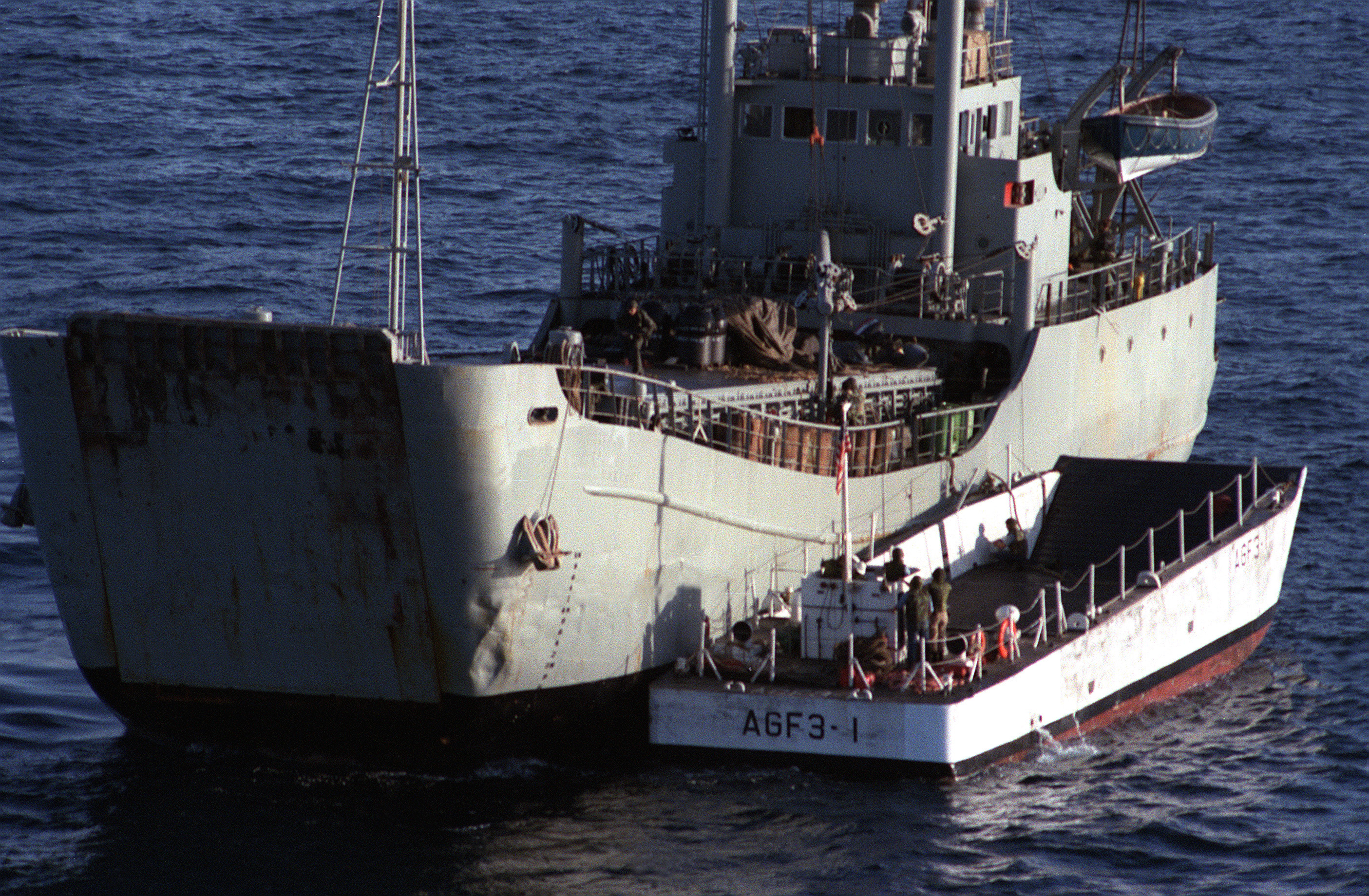
Die Iran Ajr (links) mit dem Landungsboot der SEALs

Während des Iran-Irak-Krieges hatten Irak und Iran bereits mehrmals Tanker angegriffen. Aus diesem Grund starteten die USA die Operation Earnest Will, die den Transport von Öl im Golf durch die ständige Präsenz US-amerikanischer Luft- und Marine-Einheiten erzwingen sollte. Am 14. April 1988 lief die amerikanische Fregatte Samuel B. Roberts während ihrer Patrouillentätigkeit nordöstlich von Katar auf eine Kontaktmine des sowjetisch-polnischen Typs M-08/39 und wurde schwer beschädigt. Wenige Tage nach dem Vorfall bargen Marinetaucher andere Minen aus dem Minenfeld. Die Seriennummern stimmten mit denen von Minen überein, die am 21. September 1987 auf dem iranischen Minenleger Iran Ajr gefunden worden waren. Dieses Schiff war von einem von der Fregatte Jarrett gestarteten Helikopter beim Minenlegen beobachtet worden, woraufhin es von dem Hubschrauber erst beschossen und einen Tag später von Navy SEALs aufgebracht wurde. An Bord wurden neun Minen gefunden. Die zwölf iranischen Besatzungsmitglieder wurden zum Verhör auf die La Salle geflogen. Das iranische Schiff wurde am 26. September versenkt.
In den Tagen nach dem 14. April besprach sich US-Präsident Ronald Reagan mit seinen Militärberatern. Vor allem der Vorsitzende der Joint Chiefs of Staff, Admiral William J. Crowe, überzeugte den Präsidenten davon, Angriffe auf iranische Kriegsschiffe zu befehlen. Reagan jedoch entschied, die US Navy solle vorerst nur zwei Ölbohrplattformen im nördlichen Golf, östlich der Halbinsel Katar angreifen. Sie dienten als Kommando- und Koordinationszentralen für Angriffe auf durchfahrende Tanker. Erst wenn die iranischen Streitkräfte daraufhin Einheiten in Marsch setzten, sollten auch diese angegriffen werden. Unter dem Kommando von Konteradmiral Anthony A. Less bildete die Joint Task Force Middle East, die die Aktionen aller Einheiten mehrerer US-Teilstreitkräfte im Golf koordinierte, drei so genannte Surface Action Groups (SAG, dt. etwa: Kampfgruppe aus Überwasserschiffen). Diese bestanden aus je drei Einheiten, im Detail:
- SAG Bravo
  - der Zerstörer Merrill
  - der Lenkwaffenzerstörer Lynde McCormick
  - das Amphibientransportdock Trenton
- SAG Charlie
  - der Lenkwaffenkreuzer Wainwright
  - die Fregatte Bagley
  - die Lenkwaffenfregatte Simpson
- SAG Delta
  - die Lenkwaffenfregatte Jack Williams
  - der Zerstörer O’Brien
  - der Lenkwaffenzerstörer Joseph Strauss

Zusätzlicher Schutz für alle drei Gruppen wurde durch Kampfflugzeuge des im Golf stationierten Flugzeugträgers Enterprise gewährleistet.

### Angriff

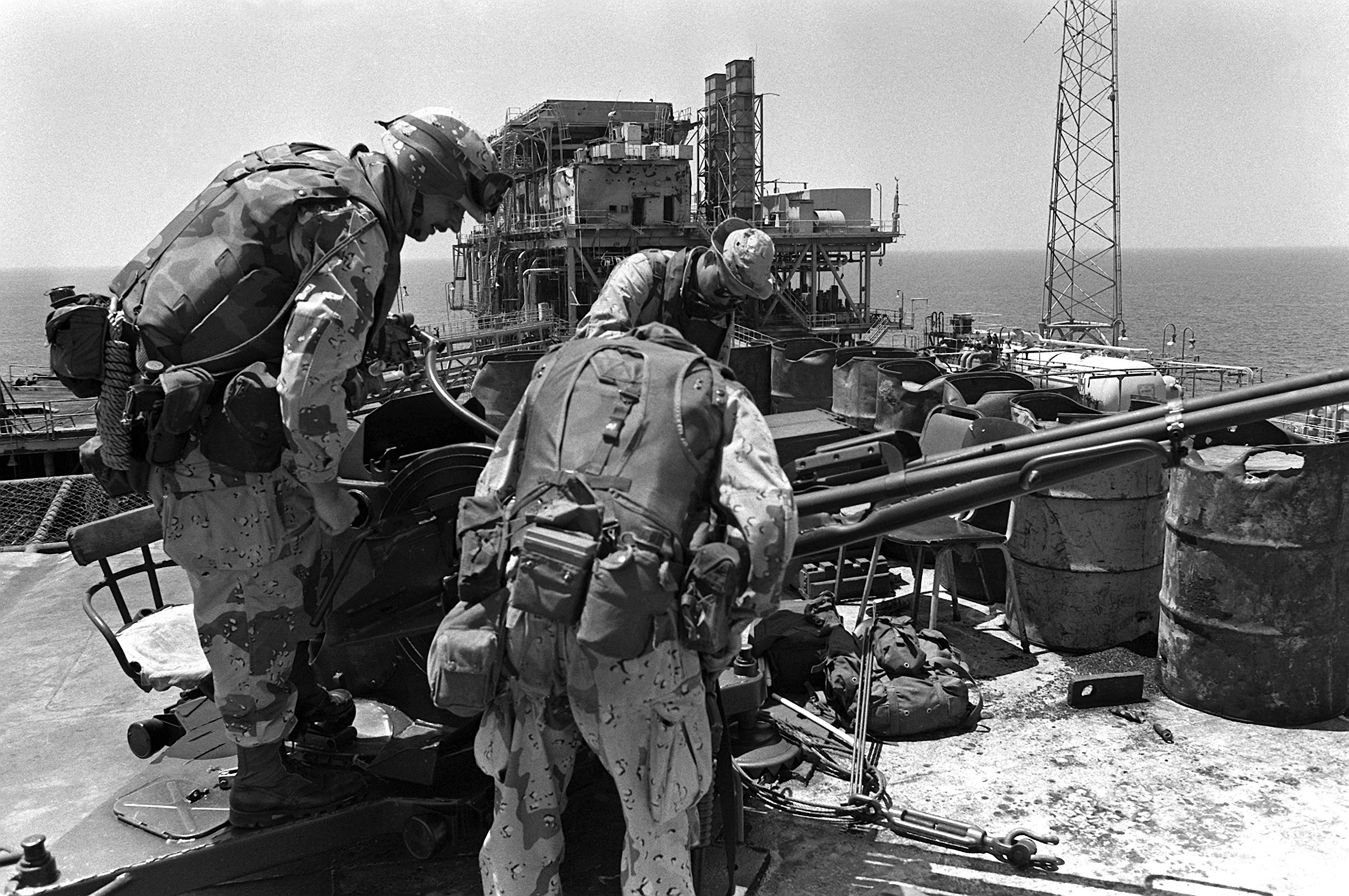
Marines untersuchen eine Flak ZU-23 auf Sassan

Der Angriff auf die iranischen Streitkräfte begann um 8 Uhr Ortszeit. Die SAG Bravo, unterstützt durch Helikopter, begann nach einer gefunkten Warnung mit Geschütz- sowie Raketenbeschuss auf die Ölbohrplattform Sassan, Gruppe Charlie wenige Minuten später auf die Plattform Sirri.  Gegen 09:25 Uhr starteten von der Trenton zwei Helikopter vom Typ CH-46 Sea Knight des US Marine Corps. Einer der Helikopter landete auf der Sassan, wo Marines Unterlagen erbeuteten und schließlich die Plattform sprengten. Der zweite Helikopter konnte nicht auf der Plattform Sirri landen, da sie durch den Beschuss in Brand geraten war.
Gegen 11:30 Uhr näherte sich das iranische Flugkörperschnellboot Joshan (La-Combattante-II-Klasse) der SAG Charlie und feuerte einen Seezielflugkörper AGM-84 Harpoon auf die Wainwright. Diese lenkte den Flugkörper mittels Düppeln von seinem Ziel ab. Daraufhin feuerten die Wainwright und die Simpson sechs Standard Missiles und eine Harpoon, die die Joshan in Brand setzten. Die amerikanischen Einheiten näherten sich dem Schiff und versenkten es mit Geschützfeuer. Kurze Zeit später wehrte die Wainwright zwei iranische Kampfflugzeuge vom Typ McDonnell F-4 Phantom ab.

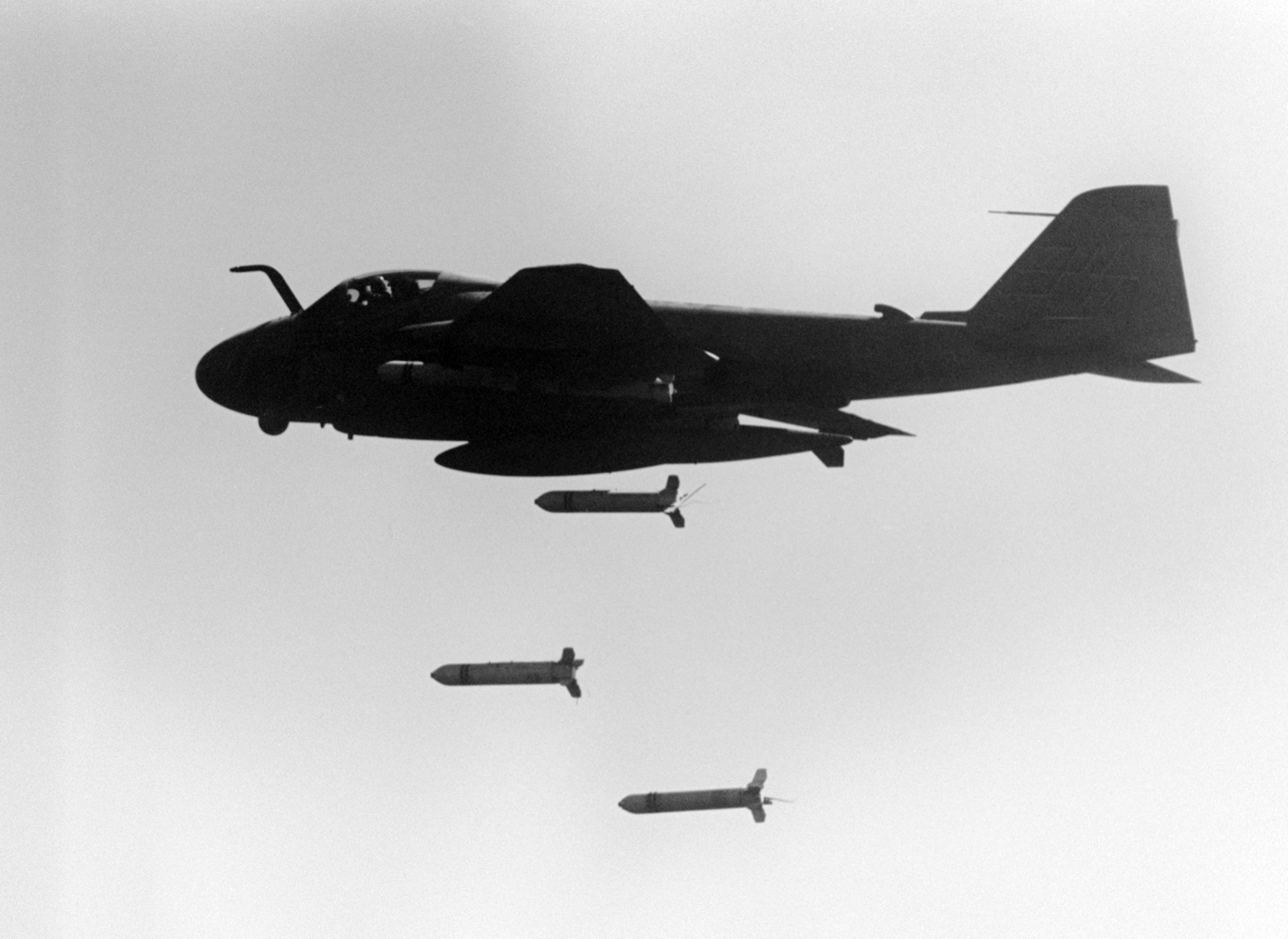
A-6E Intruder während der Operation Praying Mantis

Am frühen Nachmittag griffen iranische Schnellboote vom Typ Boghammar ein Ölfeld vor der Küste der Vereinigten Arabischen Emirate an. Dort wurde die unter panamaischer Flagge fahrende Schute Scan Bay attackiert, die 15 amerikanische Staatsbürger an Bord hatte, sowie der britische Tanker York Marine. Von der Enterprise starten daraufhin Grumman A-6 Intruder, die Streubomben auf die fliehenden Boote abwarfen. Eines der Boote wurde zerstört, während die anderen entkamen und die Insel Abu Musa ansteuerten.

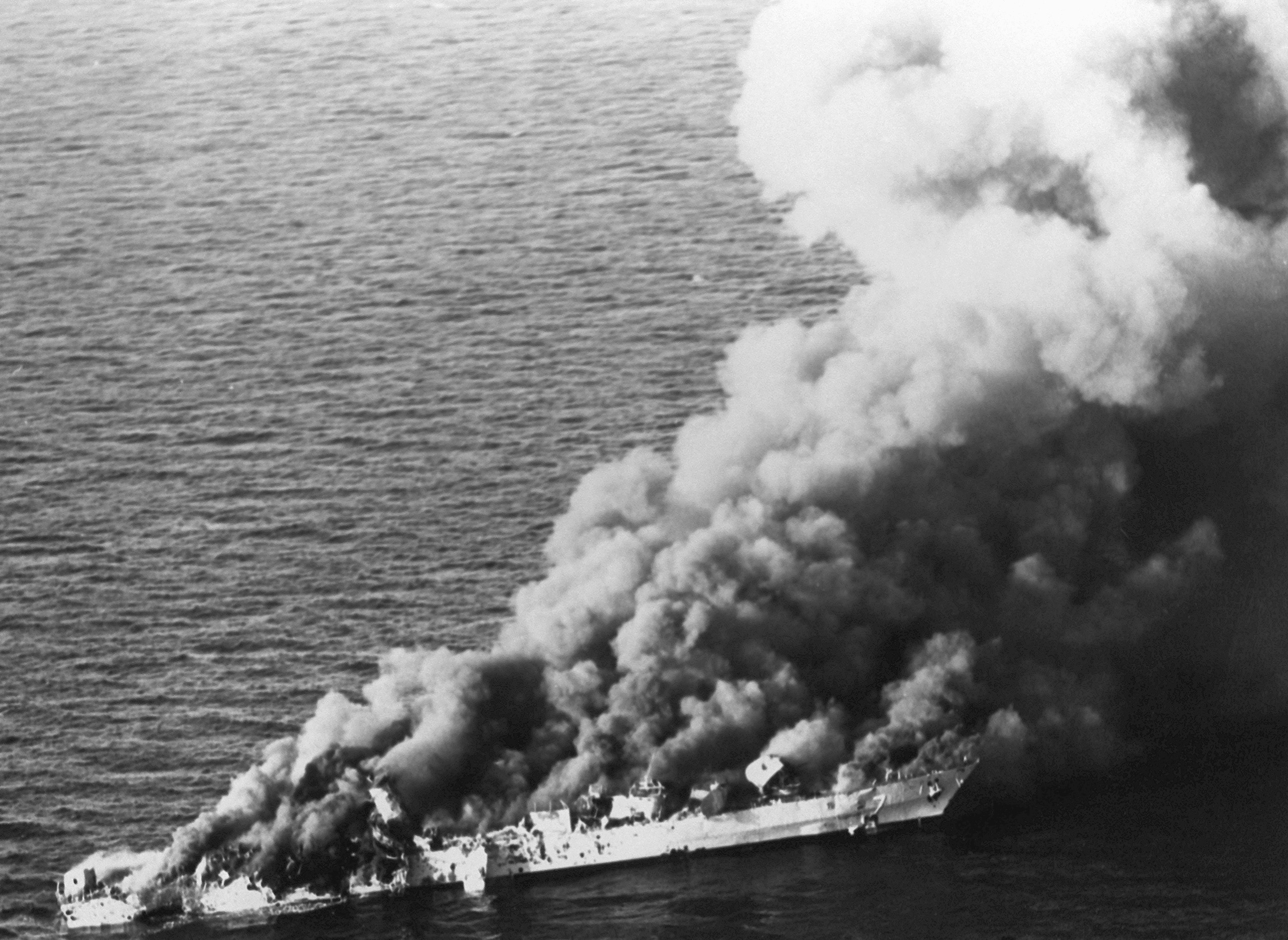
Die brennende Fregatte Sahand

Währenddessen verließ die iranische Fregatte Sahand den Hafen von Bandar Abbas, um SAG Delta zu beschatten, die sich zur Verhinderung möglicher Gegenangriffe in den Gewässern um den größten Kriegshafen Irans aufhielt. Die Sahand feuerte gegen 15:30 Uhr Seacat-Flugabwehrraketen auf zwei über Delta operierende A-6 ab, die ihre Ziele jedoch verfehlten. Daraufhin wurde das iranische Kriegsschiff von den A-6 mit zwei Harpoon und vier lasergelenkten Bomben angegriffen, die Joseph Strauss feuerte eine weitere Harpoon. Bereits die Angriffe der A-6 setzten das Schiff in Brand. Mehrere Stunden später sank das ausgebrannte Wrack.
Gegen 17 Uhr verließ eine weitere Fregatte, die Sabalan, Bandar Abbas. Dieses Schiff war für Admiral Crowe eines der Hauptziele der Operation, da es in den vorhergehenden Jahren immer wieder Tanker angegriffen hatte. Auch die Sabalan griff eine A-6 mit drei Seacat-Flugabwehrraketen an, ohne einen Treffer zu erzielen. Die A-6 warf ihrerseits eine 500-Pfund-Bombe ab, die den Schornstein traf und die Maschinenräume zerstörte, sodass die Sabalan unbeweglich im Wasser lag. Die Genehmigung, auch die Sabalan zu versenken, wurde jedoch nicht erteilt, da der Verteidigungsminister Frank Carlucci, Admiral Crowe und der Kommandant des United States Central Command, George B. Crist, den Konflikt nicht weiter eskalieren lassen wollten. Iranische Schlepper zogen die Fregatte in den Hafen.

### Ergebnis
Zahlen über die Verluste auf iranischer Seite sind nicht bekannt geworden, auf amerikanischer Seite fielen zwei Soldaten des Marine Corps. Der Helikopter Bell AH-1 Sea Cobra der beiden Soldaten, der zur Trenton gehörte, aber Aufklärungsflüge von der Wainwright aus durchführte, stürzte während des Abends des 18. April rund 15 Meilen südwestlich von Abu Musa ab. Die Leichen der Piloten und das Wrack des Helikopters wurden im Mai geborgen. Am Wrack konnten keine Gefechtsschäden festgestellt werden.
Für die US Navy war die Operation Praying Mantis die größte Operation auf See seit dem Koreakrieg und gleichzeitig ein Propagandaerfolg. Sie zeigte, dass die Reaktion der Navy auf feindliche Handlungen in wenigen Tagen geplant werden konnte. Von den eingesetzten Waffen verfehlte laut Navy nur eine einzige ihr Ziel, während die von den iranischen Schiffen eingesetzten Raketen von elektronischen Gegenmaßnahmen sowie Düppeln von ihren Zielen abgelenkt wurden. US-Präsident Ronald Reagan sagte nach der Operation in einer Pressekonferenz: “They must know that we will protect our ships, and if they threaten us, they’ll pay a price.” (deutsch: „Ihnen muss klar sein, dass wir unsere Schiffe beschützen, und wenn sie uns bedrohen, werden sie einen Preis dafür bezahlen“).
Die iranischen Fähigkeiten auf See hingegen wurden deutlich geschwächt. Ebenfalls im Frühjahr 1988 eroberte der Irak die strategisch wichtige Halbinsel al-Faw an der Mündung des Schatt al-Arab zurück. Da der Iran durch die Vorgänge um Praying Mantis und Earnest Will außerdem zusehends in internationale Isolation geriet und Waffeneinkäufe erschwert wurden, akzeptierte das Land am 18. Juli 1988 ein Waffenstillstandsabkommen mit dem Irak Saddam Husseins entsprechend einem Vorschlag der Vereinten Nationen. Am 20. August 1988 endete der Erste Golfkrieg mit Inkrafttreten des Waffenstillstands.

### Juristisches Nachspiel
1992 reichte der Iran eine Klageschrift beim Internationalen Gerichtshof ein, der die Angriffe auf die Ölplattformen im Rahmen des 1955 zwischen den Parteien geschlossenen Treaty of Amity, Economic Relations and Consular Rights between the United States of America and Iran (deutsch: „Abkommen über freundschaftliche und wirtschaftliche Beziehungen und konsularische Rechte zwischen den Vereinigten Staaten von Amerika und Iran“) klären sollte.
Am 6. November 2003 fällte der Internationale Gerichtshof ein Urteil gegen die Rechtmäßigkeit der Angriffe. Es wurde mit 14:2 Stimmen entschieden, dass der Operation keine Notwendigkeit für die Wahrung der essentiellen Sicherheitsinteressen der Vereinigten Staaten laut Artikel XX Absatz 1 (d) des Abkommens zugrunde lag. Dieser Absatz erlaube lediglich kriegerische Handlungen aus direkten Selbstverteidigungsinteressen. Daher reiche das Auflaufen eines Schiffes auf eine Mine nicht aus, um eine militärische Operation dieses Ausmaßes zu rechtfertigen. Trotzdem wurde die Forderung des Iran nach Reparationszahlungen abgewiesen, da die Operation keinen Bruch der Verpflichtung zu freiem Handel zwischen den Territorien der Parteien nach Artikel X Absatz 1 darstelle. Dies wurde damit begründet, dass die Plattformen kein Öl förderten, das an die USA geliefert hätte werden können, da ein amerikanisches Embargo vom 29. Oktober 1987 dies verhinderte.
Mit 15:1 Stimmen wurde eine Widerklage der USA abgewiesen, die Entschädigungen für Angriffe auf Tanker nach ebendiesem Artikel forderte. Die Begründung lautete, dass keines der Schiffe Handel zwischen Iran und den USA getrieben habe. Der grundsätzliche Einwand der USA, der Iran mache die Schifffahrt im Golf unsicher, wurde ebenfalls nicht anerkannt.